# Mario Del Curto
Mario Del Curto, né à Pompaples le 29 mars 1955, est un photographe et réalisateur vaudois.

## Biographie
Mario del Curto se passionne très vite pour la photographie. Dès 1972, il privilégie les stages et les collaborations à l’apprentissage de techniques académiques. Les mouvements sociaux des années 1970-1980 attirent son œil de photographe. Ses travaux aboutissent à la publication d’un livre, Suisse en mouvement, qui regroupent également ceux de Philippe Maeder et d’Armand Deriaz.
À partir de 1980, il commence à pratiquer la photographie de scène, notamment pour le théâtre et la danse, ce qui l’amène à réaliser des portraits d’artistes. Aujourd’hui, il travaille de plus en plus pour le théâtre, poursuivant toujours en parallèle ses travaux personnels autour de l’univers de l'art brut et de personnages hors du commun, Portraits Réflex, et d’artistes, Les Clandestins sous le vent de l’Art brut.
Mario Del Curto, membre du collectif Strates à Lausanne, est aujourd'hui le photographe attitré du Théâtre Vidy-Lausanne. Il a plusieurs ouvrages à son actif (dont Les clandestins sous le vent de l'art brut), ainsi que très nombreuses expositions personnelles à travers le monde (Australie, Allemagne, Belgique, USA, Israël, Japon, Russie, Canada, etc.).
Il reçoit en 1994 le Prix Jeunes créateurs de la Fondation vaudoise pour la promotion et la création artistiques suivi en 2007 par le Prix culturel de la Fondation Leenards. En collaboration avec la Collection de l'Art Brut (Lausanne) et la Société des Arts Indisciplinés (Montréal), il a présenté une exposition itinérante autour de l'anarchitecte Richard Greaves. En 2006, il a présenté Esprit de la forêt à la Halle Saint-Pierre (Paris) et Mondes miroirs à la Maison d'Ailleurs (Yverdon-les-Bains).
L’œil affûté de Mario del Curto l'amène à observer les jardins inventés par l'homme, la perte de biodiversité, les changements environnementaux et à se questionner notamment sur la problématique de la conservation du patrimoine semencier, dans des banques de graines comme celle du Svalbard au nord de la Norvège: «Lorsque j’ai entendu parler de ce dépôt norvégien, je me suis demandé pourquoi il était sponsorisé par des grandes entreprises. Se soucierait-on à ce point de préserver nos céréales sans menace imminente ou intérêt économique? Cela a été le point de départ de nombreuses lectures, et j’ai voulu donner une dimension politique à ce travail. Le jardin est un savoir et le savoir est toujours un pouvoir; comment cette domination s’exprime-t-elle à travers le végétal?» . Ce travail l'a amené à publier en août 2017 un livre, intitulé Les graines du monde - L'Institut Vavilov, aux éditions Actes Sud pour lequel il a obtenu en 2018 le prix P.-J.-Redouté.

## Production
- 2014: Film documentaire, Linda Naeff - Les couleurs habillent la souffrance[3].

## Récompenses et distinctions
- 2018 : prix P.-J.-Redouté pour Les graines du monde, l’institut Vavilov[2]

## Publications

### Ouvrage photographique
- Les graines du monde - L'Institut Vavilov,  éditions Actes Sud, 2017[4].
- Humanité végétale - éditions Acte Sud, 2019.

## Sources
- « Mario Del Curto », sur la base de données des personnalités vaudoises sur la plateforme « Patrinum » de la Bibliothèque cantonale et universitaire de Lausanne.
- La Bâtie - Festival de Genève - 2011 - del curto mario
- Musée de l'Élysée : Mario del Curto
- 41es Journées de Soleure, p. 221
- 24 Heures - Nord vaudois, 2006/05/13, p. 28 avec photographie
- 24 Heures 2007/12/05, p. 37
- * Mario Del Curto: Le Japon d'à côté L'Hebdo 2010/07/08, no 27, p. 68-71
- L’humanité hors sol de Mario Del Curto, article publié par Caroline Stevan dans le journal Le Temps le 26 septembre 2016